# Итальянская живопись эпохи Возрождения
Ранняя итальянская живопись эпохи Возрождения является одной из вершин мирового художественного наследия. Периоду раннего Возрождения в живописи Италии предшествует проторенессанс. Он тесно связан с идеологией и эстетикой средневековья, с романскими, готическими, византийскими традициями. Период проторенессанса делится на два подпериода: до смерти Джотто ди Бондоне и после 1337 года. Период раннего Возрождения, или кватроченто («четырёхсотые годы»), охватывает время с 1420 по 1500 год. Период Высокого Возрождения простирается примерно с 1500 по 1520-е годы и маньеризм — в последующее время до начала формирования стиля барокко. Эти даты являются приблизительными, потому что жизнь и творчество отдельных художников не совпадают с условными хронологическими границами, а различные стилевые тенденции развиваются параллельно.
Художники Италии эпохи Возрождения, хотя и были преданы конкретным городам, тем не менее перемещались по всей Италии, часто имея дипломатический статус и занимаясь распространением художественных и философских идей.
Город Флоренция в Тоскане известен как родина Ренессанса, и в частности живописи Возрождения.
Проторенессанс начинается с деятельности живописца Джотто и включает в себя творчество художников Таддео Гадди, Орканьи и Altichiero.
Раннее Возрождение было отмечено работами художников Мазаччо, Фра Анджелико, Паоло Уччелло, Пьеро Делла Франческа и Верроккьо. В период Высокого Возрождения работали Леонардо да Винчи, Микеланджело, Рафаэль и Тициан.
Маньеризм отмечен творчеством Андреа дель Сарто, Понтормо и Тинторетто.

## Влияние
Важной экономической составляющей развития культуры Возрождения стал подъём городов в Северной части Центральной Италии. Города добились самоуправления и почти полной независимости от феодалов. Во многих городах власть сосредотачивалась в одних руках, появились синьории. Оплотом республиканского строя на Апеннинах были города Венеция и Флоренция. Южная и часть Центральной Италии входили в состав монархий — Неаполитанского королевства и Церковного государства. Победа Флоренции в борьбе за независимость от Милана в конце XIV — начале XV века способствовала распространению республиканских идей и оказала влияние на развитие принципов гражданского гуманизма. В 1462 году при поддержке Козимо Медичи Старшего во Флоренции была основана Платоновская академия в Кареджи. В 1460-е годы в Италии также возникли академии в Риме и в Неаполе. Гуманистические академии были учёными сообществами со свободой развития мысли и обращения к разным философским традициям.
На развитие живописи эпохи Возрождения в Италии оказывали влияние течения в философии, литература, архитектура, теология, науки и другие аспекты жизни общества.

### Философия
В рассматриваемое время в итальянском обществе появился большой интерес к философии, поэзии, драме, науке. Интерес к гуманистической философии означал, что отношения человека с человечеством, Вселенной и с Богом уже не являются исключительной прерогативой Церкви.
В XV веке итальянский философ и гуманист Марсилио Фичино писал:

«Ни небо не представляется для человека слишком высоким, ни центр земли — слишком глубоким. А так как человек познал строй светил и как они движутся … то кто станет отрицать, что гений человека почти такой же, как у самого творца небесных светил, и что он мог бы некоторым образом создать эти светила, если бы имел орудие и небесный материал».

В эпоху высокого Возрождения складывалось представление, что человек может превзойти природу.
Возрождённый интерес к античной классике привёл к необходимости археологического изучения Древнего Рима архитектором Брунеллески и скульптором Донателло. Возрождение архитектурного стиля, основанного на классических элементах вдохновлял классицизм в живописи, который проявилась ещё в 1420-х годах в картинах Мазаччо и Паоло Уччелло.

### Наука и технологии
Одновременно с получением доступа к классическим текстам, Европа получила доступ к современной математике, которая имела истоки в произведениях византийских и исламских учёных.
Появление в XV веке книгопечатания означало, что знания могут широко распространяться в широких слоях населения.
Итальянские художники эпохи Возрождения в своих работах обращались к росписи по сырой и сухой штукатурке, к мозаике, витражу, сграффито. К мозаике и витражу итальянские мастера обращались для завершения декора храмов. В целом в ренессансной Италии преобладала фреска — роспись водяными красками по сырой штукатурке.
Использование в Венеции во второй половине XV—XVI веков масляных красок оказало большое влияние на искусство живописи. Масляные краски легко смешивать, ими можно работать длительное время, прозрачность красок позволяла создавать более широкую гамму тонов. Благодаря этому масляные краски стали ведущим художественным средством начиная с XV века.
Переход от яичной темперы к масляным краскам в Северной Европе, а затем и в Италии ознаменован появлением множества работ, в которых подмалёвок выполнялся темперой, а последующие этапы с тонкой прозрачной лессировкой, — масляными красками. В некоторых работах темпера и масляные краски применялись одновременно.

### Общество
Процесс создания в Италии государственных образований нового типа — республик и синьорий требовал общественной активности пришедших к власти людей. Гуманистами был выдвинут тезис «vita activia civilis» — активной гражданской позиции членов общества. В этих условиях изобразительное искусство приобрело важные общественные функции. Общественный интерес к искусству стал характерной чертой итальянской жизни.
В своих «Жизнеописаниях» Вазари писал о толпах флорентийцев, два дня посещавших мастерскую Леонардо да Винчи, жаждущих увидеть новую его картину «Св. Анна», об огромном стечении народа, когда под градом насмешек было открыто во Флоренции неудачное произведение маньеристической скульптуры «Геракл и Какус» Баччо Бандинелли.
Появление итальянский банковской семьи дома Медичи, развитие торговли способствовало развитию маленького (40 тыс. жителей в XV веке) итальянского города Флоренция. Козимо Медичи был меценатом, не связанным с церковью и монархией. Удачное счастливое присутствие во Флоренции художественных гениев, какими являлись Джотто, Мазаччо, Брунеллески, Пьеро Делла Франческа, Леонардо да Винчи и Микеланджело, сформировало атмосферу, поддерживающую и поощряющую творчество многих других художников для создания работ высшего качества. Похожее наблюдалось и в Венеции, где творили талантливые художники семьи Беллини, Андреа Мантенья, Джорджоне, Тициан и Тинторетто.
В эпоху Возрождения заказы на создание произведения искусства стали переходить от государства и церкви к частным лицам. Итальянские князья, именитые граждане стремились украсить росписями построенные им соборы, госпитали или свой городской дом.

## Темы
Многие живописные полотна эпохи Возрождения создавались по заказу частных лиц или для Католической церкви. Эти работы были зачастую крупномасштабны, выполнены в виде фресок из жизни Христа, жизни Девы Марии или жизни святых, включая католического святого, по имени которого назван орден францисканцев — Святого Франциска Ассизского. Художниками было создано много аллегорических картин на тему Спасения и роли Церкви в его достижении. Церкви также поручала выполнять алтарные картины, нарисованные краской темпера на стене, позже масляными красками на холсте. Помимо крупных алтарей, художники в очень больших количествах создавали картины малых размеров по заказам как церкви, так и частных лиц. Наиболее распространённой темой картин являлась «Мадонна с младенцем».
Украшались также светские сооружения. Местные правительственные здания украшались светскими фресками, такими, как работы художника Амброджо Лоренцетти Аллегория хорошего и плохого правительства, и религиозными, такими как работы художника Симоне Мартини Маэста в Палаццо Пубблико, Сиена.
В XIV и начале XV века портретная живопись была редкостью. Художники в основном ограничивались созданием гражданских памятных картин, таких как конные портреты кондотьера Гвидориччо да Фольяно — Симоне Мартини. До того, как портрет приобрёл характер автономного светского жанра, он долгое время оставался составной частью многофигурной религиозной композиции в настенной. Зависимость портрета от монументальной живописи была основной определяющей чертой станкового портрета XV века.
Портрет стал основным жанром в изобразительном искусстве высокого Возрождения у таких художников, как Рафаэль и Тициан и продолжаться развиваться в период Маньеризма в творчестве таких художников, как Бронзино.
«Исторический жанр» был важным шагом в эволюции «монументального портрета», в нём художники изображали реальные события. Их действующими лицами были реальные люди, которых писали узнаваемо. Памятников этого светского жанра осталось мало, и самыми традиционными являются батальные. Батальные композиции раннего Возрождения до нас не дошли. О них можно судить по работам трёх разных художественных школ: фрескам Пизанелло в Мантуе (Палаццо Дукале), Пьеро делла Франческо в Ареццо (росписи хора церкви Сан Франческо) и триптиху Паоло Учелло Битва при Сан-Романо.
С распространением Ренессансного гуманизма, художники обратились к классическим темам, в частности, для украшения домов богатых покровителей. Наиболее известным произведением, написанным для таких целей является картина художника Боттичелли Рождение Венеры, исполненная для Медичи. Гуманизм также повлиял на манеру изображения религиозных тем, примером является роспись потолка Сикстинской капеллы Микеланджело.
Другие темы брались из современной художнику жизни, иногда с иносказательным смыслом.
Важные события в жизни общества часто бывали записаны и увековечены в картинах, таких как Уччелло Битва при Сан-Романо. Сочинения Данте, Боккаччо — Декамерон и др. также становились темами для картин.
См. также: Темы в итальянской живописи эпохи Возрождения.

## Школы живописи
В XIII—XVI веках в Италии не было высших учебных заведений, где бы готовили профессиональных художников. Художниками, скульпторами талантливые подростки становились, работая и обучаясь в мастерских итальянских художников. Так, Микеланджело был учеником в мастерской художника Доменико Гирландайо, после года ученичества он перешёл в школу скульптора Бертольдо ди Джованни, существовавшую под патронатом Лоренцо де Медичи, фактического хозяина Флоренции. Леонардо да Винчи работал подмастерьем в мастерской Верроккьо. Сандро Боттичелли пять лет учился живописи в мастерской Фра Филиппо Липпи, потом — в мастерской Андреа Верроккьо. Часто мастерство художника передавалось из поколения в поколение, так было в семье венецианских живописцев Беллини. Обучаясь в мастерских, художники становились приверженцами какой-либо художественной школы.
Ведущими художественными школами в искусстве итальянского Ренессанса в разное время были: сиенская и флорентийская (XIV в.), умбрийская, падуанская, венецианская (XV в.), римская и венецианская (XVI в.).
- Сиенская школа живописи получила развитие в г. Сиена в XIII—XVI веках. Образцам этой школы свойственно смешение византийских, готических и ренессансных элементов. К художникам этой школы относятся: Коппо ди Марковальдо, Гвидо да Сиена, Дуччо ди Буонинсенья, Меммо ди Филиппуччо, Бартоло ди Фреди, Спинелло Аретино, Бернардино Фунгаи и др.
- Флорентийская школа живописи сложилась с центром в городе Флоренция в XV веке. Флорентийская школа характеризуется уделением внимания проблемам перспективы, созданием пластически ясного построения человеческой фигуры, особая одухотворённость и интимно-лирическая созерцательность произведений. К художникам этой школы относятся: Б. Гоццоли, Фра Анджелико, Липпи, Боттичелли, Пьеро ди Козимо и др.
- Умбрийская школа живописи названа по региону Умбрия, с центром в городе Перуджа. В конце XIV — начале XV веков мастера школы работали в традициях позднеготического итальянского искусства, а со второй половины XV века стали преобладать принципы раннего Ренессанса. Работам умбрийских мастеров свойственен мягкий лиризм образов, плавность линейных ритмов, пастельность колористики. К художникам этой школы относятся: Рафаэль Санти, Пьетро Перуджино, Лука Синьорелли, Бернардино Пинтуриккьо, Ло Спанья, Федерико Бароччи, Антонио Альберти, Тимотео Вити, Беноццо Гоццоли и др.

- Падуанская школа живописи сформировалась в XV веке в Падуе вокруг живописца Франческо Скварчоне. Произведениям школы свойственно сочетание позднеготических черт с тщательной проработкой пластической формы. Расцвета школа достигла в произведениях итальянских мастеров Никколо Пиццоло, Боно да Феррара, Ансуино да Форли, Андреа Мантенья, художника из Далмации Джорджо Скьявоне и других. Значительное влияние падуанская школа оказала на творчество работавших в провинции Карло и его младшего брата Витторе Кривелли.
- Венецианская школа живописи получила развитие в XV—XVI веках. Для этой школы характерно преобладание живописных начал, яркие колористические решения, владение пластически выразительными возможностями масляной живописи. Художники школы — Паоло Венециано, Лоренцо Венециано, Стефано ди Сант Аньезе, Донато Венециано, Катарино Венециано, Никколо Семитеколо, Якобелло Альбереньо, Николо ди Пьетро и др.
- Римская школа живописи была ведущей школой живописи Италии. К её представителям относятся художники: Карло Маратта, Антониаццо Романо и др.

См. также: Венецианская школа живописи, Сиенская школа живописи, Луккано-пизанская школа живописи, Флорентийская школа живописи.

## Живопись Прото-Ренессанса

### Традиции 13 века в Тосканской живописи
В искусстве региона Тоскана конца XIII века доминировали два живописца, работающие в византийском стиле, Чимабуэ из Флоренции и Дуччо из Сиены. Они рисовали картины в основном на религиозные темы, некоторые из них были большими алтарными картинами, изображающими Мадонну с младенцем. Эти два художника, их современники, Гвидо Сиена, Коппо ди Марковальдо и загадочный художник, так называемый Мастер Св. Бернардино работали в древней традиции иконописи. В их темперной живописи многие детали были жёстко закреплены к изображаемому предмету, точное положение рук Мадонны и младенца Христа, например, было продиктовано традициями благословения. В изображении Богородицы, её голова и плечи, складки в покрывале — всё повторялось в бесчисленном множестве таких картин. Художники Чимабуэ, Дуччо и Пьетро Каваллини из Рима предприняли шаги в сторону большего натурализма.

### Джотто
Джотто ди Бондоне (1266—1337), по происхождению мальчик-пастух с холмов к северу от Флоренции, стал учеником живописца Чимабуэ и самым выдающимся художником своего времени. Джотто, возможно, под влиянием Пьетро Каваллини и других римских художников рисовал не основываясь на живописных традициях, а на основе жизненных наблюдений.
Считается, что в своём творчестве Джотто преодолел стиль иконописи, общий для Италии и Византии. Плоское, двухмерное пространство иконы Джотто превратил в трёхмерное с использованием светотени, создающей иллюзию глубины пространства.
Фигуры на картинах Джотто кажутся трёхмерными; они стоят на земле, облачены в одежды со складками и структурой. Но больше всего характерно для Джотто то, что герои его картин испытывают эмоции. На лицах, изображаемых Джотто, видна радость, гнев, отчаяние, стыд, злость и любовь.
Цикл фресок из жизни Христа и жизни Богородицы, которые он написал в капелле Скровеньи в Падуе, установил новый стандарт для сюжетных изображений. Его картина Мадонна Оньисанти находится в галерее Уффици во Флоренции, в том же помещении, где и картины Чимабуэ Мадонна Санта Тринита  и Дуччо Мадонна Ruccellai. По ним легко сравнивать особенности живописных традиций мастеров. Одна из особенностей проявляется в работах Джотто, связанных с наблюдениями за окружающей жизнью. Он считается предтечей эпохи Возрождения.
Большим художественным завоеванием мастеров живописи времён Джотто является светотеневая моделировка. У Джотто человеческие фигуры не отбрасывают теней, к изображаемым им сценам неприменимо понятие «освещённость». Светотень он использует для создания ощущения рельефности фигуры, используя при этом известный оптический эффект — глаз человека воспринимает более светлое — более близким, а тёмное — удалённым.

### Современники Джотто
Ряд современников Джотто также освоили светотеневую моделировку. Так у художника Пьетро Каваллини в его росписи «Страшный суд» в церкви Санта Чечилия в Риме рельефы фигур апостолов выделяются настолько, что кажутся выплывающими за пределы стен.
Художники круга Джотто наблюдали и изучали натуру, в своих произведениях они могли передать её с проработкой мельчайших деталей.
Художник Таддео Гадди своих произведениях изображал сложные архитектурные мотивы и проявил большой интерес к изображению эффектов освещения. Примером является его картина Благовещение Пастухам в капелле Барончелли в церкви Санта-Кроче, Флоренция. В этой картина художник вводит световые эффекты, изобразив в затененных местах две ночные сцены — «Благовещение Захарии» и «Благовещение пастухам». Ночное освещение передается в них усилением светотеневых контрастов, при этом распределение света в картине не связано с источником и фигуты не отбрасывают теней.
Росписи в верхней Церкви в Базилике Святого Франциска, Ассизи, являющимися примером натуралистической живописи, часто приписываются самому Джотто, но более вероятно, что это работа художника его круга Пьетро Каваллини.
Художник Ченнино Ченнини, связанный с Джоттовскими традициями, советовал моделировать форму тремя разными тонами одного цвета, прорабатывать более высокие точки разведёнными белилами, а нижние — основной краской. Этот принцип позволял мастерам достигать эффекта объемности.
Художники окружения Джотто смело исследовали возможности линейной перспективы и ракурсов в живописи. Так в росписи нижней Церкви Базилики Святого Франциска, Ассизи, изображен в перспективе мозаичный пол на фреске «Принесение во храм».

### Смерть и искупление
Общей темой в декоре средневековых церквей был Страшный суд, который в северных европейских церквях часто занимал пространство над Западной дверью. В итальянской капелле Скровеньи росписи Джотто на эту тему размещены на Западной стене храма. Тема черной смерти призывает зрителей сосредоточить внимание на необходимости перед наступлением смерти совершить покаяния и отпущение грехов. Неизбежность смерти, вознаграждение за покаяния и наказание за грех было подчеркнуто в ряде фресок, отличаются мрачным изображение страданий и их сюрреалистическими образами мук Ада.
На Кладбище Кампо-Санто, находящемся в северной части Пьяцца деи Мираколи, выстроено огромное по площади здание с арочными аркадами галерей. Стены этих галерей два с половиной века украшались фресками. Здесь работало несколько поколений художников — от Мастера триумфа Смерти до Беноццо Гоццоли. Среди фресковых циклов кладбища наиболее значительными являются «Страсти Христовы», «Вознесение Христа», «Триумф Смерти». Эти циклы связывают с Чёрной смертью — эпидемией чумы в Италии в 1348 году. Циклы соединены воедино темой торжества смерти, Страшного суда, наказания грешников и примерами праведной жизни. Авторство цикла до настоящего времени оспаривается.
Картина Триумф смерти ученика Джотто, Андреа Орканьи, сохранилась к настоящему времени в фрагментарном состоянии и находится в Музее Санта-Кроче, картина Торжество смерти на Кладбище Кампо-Санто в Пизе написана неизвестным художником, возможно, Франческо Траини или Буонамико Буффальмакко на тему спасения.
В Падуе в конце XIV века работали художники Альтикьеро да Дзевио и Джусто де Менабуои. Шедевр Джусто украшает Собор Падуи с Баптистерием. В картине затронута тема сотворения человека, его грехопадения и спасения..
Во Флоренции, в часовне в Санта-Мария-Новелла художник Андреа Бонайу́ти в своей фреске подчёркивает роль Церкви в искупительном процессе.

### Готический стиль
В конце XIV века в Тосканской живописи доминировала интернациональная готика. Это наблюдается в какой-то степени в работах художников Пьетро и Амброджо Лоренцетти, которым свойственна грациозность в драпировках поздней Готики. Этот направление в живописи развивалось в работах Симоне Мартини и Джентиле да Фабриано, в картинах которых есть элегантность и богатство деталей, не совместимых с картинами Джотто.
В начале XV века, преодолевая различия между интернациональной готикой и картинами Ренессанса, художник Фра Беато Анджелико в алтарных росписях темперой добивался тщательности разработок деталей, использование сусального золоти и ярких красок. Его фрески в его монастыре Сан-Марко представляют мастера как ученика Джотто. Нарисованными им иконами украшали помещения монахи. Иконы изображают эпизоды из жизни Иисуса Христа, показывают сцены распятия. Они сдержаны в цвете и в настроении.

## Живопись раннего Возрождения

### Флоренция, 1401
Начало настоящего Возрождения в живописи во Флоренции датируется первым годом XV века. Это время известно в Италии как Кватроченто — синоним раннего Возрождения. В это время в Италии был проведён конкурс на создание бронзовых дверей для Баптистерия Св. Иоанна, самой старой из сохранившихся церквей во Флоренции. Баптистерий (в переводе с греческого означает «место для погружения») — помещение в церкви или отдельно стоящее здание, предназначенное для совершения таинства Крещения. Баптистерии строили в виде круглых или восьмиугольных зданий, богато украшенных мозаикой. Купели в древних баптистериях изготавливались из мрамора и других ценных пород камня.
Внутренняя часть купола баптистерия во Флоренции была украшена огромной мозаичной фигурой Христа, как полагают, работы Коппо ди Марковальдо. Баптистерий имеет три больших части с входными воротами. Южные ворота были созданы Андреа Пизано.
Двери работы Пизано были разделены на 28 отсеков, содержащих описательные сцены из жизни Иоанна Крестителя (20 отсеков). Двери работы семи других художников (8 отсеков) имели аналогичные форму и размеры и содержали сцены, изображающие Основные добродетели.
На конкурс были также представлены двери работы Лоренцо Гиберти и Брунеллески. Гиберти использовал для оформления небольшую скульптуру обнажённой фигуры Исаака, сделанную в классическом стиле. Фигура стоит на коленях на могиле, украшенной свитками — ссылка на искусство Древнего Рима. В дверях Брунеллески изображена бронзовая фигура мальчика вытаскивающего из ноги занозу.
Гиберти выиграл конкурс. На создание дверей Баптистерия понадобилось 27 лет, после чего работа была поручена другому художнику. В двух сценах на дверях Гиберти изобразил самого себя. В общей сложности на создание дверей понадобилось 50 лет. В их создании принимали участие многие художники Флоренции, совершенствуя при этом не только своё мастерство в организации многофигурных композиций, но и мастерство создания линейной перспективы. Двери имели огромное влияние на развитие флорентийской живописи. Они были объединяющим фактором, источником гордости художников города. Микеланджело называл эти двери вратами Рая.
В настоящее время панели «Врат рая» заменены копиями. Оригинальные же панели выставлены в музее Опера-дель-Дуомо.
Копия ворот в начале XIX века была установлена на северном входе в Казанский собор в Санкт-Петербурге.

### Капелла Бранкаччи
Вершиной творчества Мазаччо были фрески в капелле Бранкаччи церкви Санта Мария дель Кармне (1427—1428), выполненные совместно с Мазолино.
В 1422 году влиятельный государственный деятель Италии Феличе Бранкаччи дал заказ Мазолино и Мазаччо на роспись капеллы. Мазолино успел расписать своды (росписи не сохранились). В сентябре 1425 года Мазолино уехал в Венгрию, и Мазаччо продолжил росписи самостоятельно. Мазолино присоединился к работе в 1427 году. Однако роспись так и осталась незаконченной, поскольку в 1428 году сначала Мазолино, а затем и Мазаччо уехали в Рим, где Мазаччо неожиданно умер в 26 лет. Работы в капелле были остановлены, и лишь через 50 лет Филиппино Липпи закончил оформление капеллы. Художник Филиппино Липпи сохранил стилистические особенности манеры предшественников. По свидетельствам современников, он даже сам в детстве захотел стать художником, увидев фрески именно в этой капелле.
В своих картинах Мазаччо придавал изображениям жизненную убедительность, подчёркивает телесность и монументальность изображаемых персонажей, передаёт их эмоциональное состояние и психологическую глубину образов. Во фреске «Изгнание из рая» он решал задачу изображения обнажённой человеческой фигуры. Искусство Мазаччо оказало большое воздействие на художественную культуру Возрождения, в частности, на творчество Пьеро делла Франческа, Микеланджело, Леонардо да Винчи.

### Развитие линейной перспективы
Многие художники античности, Средних веков изображали на картинах предметы, но только эпоха Возрождения поставила перед ними задачу изображения не только предмета, а всего пространства. В XIII веке в живописи зародилась система ренессансной перспективы.
Понятие перспектива включает в себя изобразительное искажение пропорций и формы реальных тел при их визуальном восприятии. Перспектива в живописи была известна ещё в античные времена, это была античная перспектива, используемая художниками не для всех предметов картины и нерегулярно. Античная перспектива получила распространение в начале XIV века в творчестве художников Чимабуэ и Каваллини и даже в консервативной алтарной живописи от Мастера Св. Цецилии до сиенских мастеров во главе с Амброджо Лоренцетти. В античной перспективе линии сокращения пересекаются не в одной точке, а попарно на некоторой вертикальной оси. Прямая линейная перспектива рассчитана на неподвижную точку зрения и предполагает единую точку схода на линии горизонта, в ней предметы уменьшаются пропорционально по мере удаления их от переднего плана.
В византийской и древнерусской живописи использовалась обратная линейная перспектива, когда предметы расширялись при их удалении от зрителя. Причиной использования обратной перспективы было неумение художников изображать мир, каким его видит наблюдатель, впоследствии обратную перспективу использовали как традицию письма. По мнению учёного П. А. Флоренского, обратная перспектива имеет строгое математическое описание, математически она равноценна прямой перспективе, духовно же образует целостное символическое пространство, ориентированное на зрителя и предполагающее его духовную связь с миром символических образов.
Первым художником, воплотившим в своих работах представление о прямой линейной перспективе, был художник эпохи Предвозрождения Джотто ди Бондоне (1267—1332). Во фреске «Благовещение Анне» он показал интерьер дома, сняв ближайшую к зрителю стену дома. На этой картине он показал и верхнюю часть здания, вынес точку зрения зрителя за пределы картины, создав независимое от него пространство.
В первой половине XV века многие живописцы также работали над созданием целостного образа пространства, над применением линейной перспективы в своих картинах, стремясь к достижению эффекта реалистичного пространства. Эти вопросы были предметом забот для целого ряда художников, таких как Брунеллески и Альберти.
Брунеллески, как известно, проделал тщательные исследования с оформлением восьмиугольных баптистериев снаружи в соборе Флоренции. Считается, что он помог Мазаччо в создании его знаменитой обманки — ниши вокруг Святой Троицы в соборе Санта-Мария-Новелла.
Теоретиком в области живописи и архитектуры выступил Леон Баттиста Альберти (1404—1472). Он разработал теорию линейной перспективы, изучил вопросы изображения в картине глубины пространства.
По словам Вазари, художник Паоло Уччелло был настолько одержим вопросами линейной перспективы, что больше почти ни о чём не думал, экспериментируя во многих своих картинах. Самой известной его картиной стала Битва при Сан-Романо, в которой он для создания впечатления перспективы изобразил сломанное, валяющееся на земле оружие, поля, дальние холмы.
В 1450-х годах Пьеро Делла Франческа в картине Бичевание Христа продемонстрировал своё мастерство создания линейной перспективы и во владении наукой о свете. С этого времени линейная перспектива регулярно отображалась на картинах художников, таких как Перуджино в его картине Христос передает ключи святому Петру в Сикстинской капелле.. В дальнейшем воспроизведение обмана зрения прочно закрепилось в изобразительном искусстве.

### Понимание света
Художник Джотто использовал светотени для создания формы. Таддео Гадди в его ночной сцене в капелле Барончелли продемонстрировал, как свет может быть использован для создания драмы. Паоло Уччелло сто лет спустя экспериментировал с драматическим действием света в некоторых своих почти монохромных фресках. Он сделал это в картине Терра-Верде («Зеленая земля»), оживляя её композиции с добавлением киновари. Самым известным является его конный портрет Джона Хоквуд на стене кафедрального собора Санта-Мария-дель-Фьоре. Здесь на четырёх головах пророков, которые он нарисовал вокруг внутреннего циферблате в соборе, он использовал контрастные тона, предполагая, что каждая фигура была освещена естественным светом, как если бы источником было окно в соборе.
Пьеро Делла Франческа развил учение о свете. В картине Самобичевание он демонстрирует знания о том, как свет равномерно распространяется от источника. В этой картине предполагается два источника, один внутренний, а другой внешний. Падение света от внутреннего источника, хотя сам источник невидим, рассчитано с математической точностью. Леонардо да Винчи использовал учение Пьеро о свете в своих картинах.
Ко второй половине XV века художники Флоренции не только овладели мастерством в изображении обнаженного тела, мастерством, которое стояло на высоком уровне в Древней Греции, но и превзошли греков в живописи, благодаря разрешению проблем светотени и перспективы. Художники Возрождения обнаружили необходимость применять в картинах светотеневые и пространственные эффекты, не удовлетворяясь только формой и цветом. Так итальянский живописец Раннего Возрождения Витторе Карпаччо в картине «Отъезд английских послов из Бретани» уделял главную роль не фигурам, а эффекту солнечного света, льющегося слева через открытую дверь и освещающего бедного писца, в его картине «Сон Св. Урсулы» изображен мягко освещенный интерьер, где спит молодая девушка. На стенах комнаты играют световыми эффектами светотени.

### Мадонна
Пресвятая Дева Мария, почитаемая церковью во всем мире, вызывала интерес и у художников Флоренции, где находился её чудотворный образ. Здесь собор «Санта-Мария-дель-Фьоре» и Доминиканская церковь Санта-Мария-Новелла были названы в её честь.
Её чудотворный образ был уничтожен пожаром, но заменён на новый образ в 1330-х годах, исполненный художником Бернардо Дадди, искусно и богато обрамлённый Андреа Орканьей.
Изображения Мадонны с младенцем были очень популярной темой искусства во Флоренции. Её воспроизводили как на маленьких серийных картинах, так и в виде великолепных алтарей художников Чимабуэ, Джотто и Мазаччо.
В первой половине XV—XVI веках изготовлением скульптур Мадонн из глины занимались мастера семьи Делла Роббиа. Лука Делла Роббиа был первым скульптором, использовавшим глазурованные терракоты для создания больших скульптур. До настоящего времени сохранились многие из его работ. Мастерство членов семьи Делла Роббиа, особенно Андреа Делла Роббиа стало эталоном для других художников Флоренции.
Среди тех, кто рисовал Мадонн в раннем Возрождении были художники Фра Беато Анджелико, Филиппо Липпи, Верроккьо и Давид Гирландайо. Обычай был продолжен художником Сандро Боттичелли, который создавал серию картин с изображением Мадонн в течение двадцати лет по заказу Медичи; Мадонн рисовали художники Перуджино и Леонардо да Винчи. Даже Микеланджело, который был прежде всего скульптором, уговорили нарисовать Мадонну Дони, а для Рафаэля Санти эта тема была самой популярной в его многочисленных работах.

## Живопись Раннего Ренессанса в других частях Италии

### Андреа Мантеньи в Падуе и Мантуе
Один из самых влиятельных художников Северной Италии был Андреа Мантеньи из Падуи, который имел счастье работать в подростковом возрасте, во время, когда там же творил великий Флорентийский скульптор Донателло. Донателло создал огромную конную бронзовую статую, первую со времён Римской империи, итальянского кондотьера Эразмо да Нарни, до сих пор стоящую на постаменте на площади перед Базиликой Святого Антония. Он также работал над главным алтарём и создал серию бронзовых барельефов, в которых он достиг иллюзию глубины и видимых округлостей человеческих форм, всё это было создано в очень мелком рельефе.
В 17 лет Мантенья создал фресковые циклы Жития святых Иакова и Христофора для церкви Эремитани, рядом с часовней Скровеньи в Падуе. К сожалению эти здания были разрушены во время Второй Мировой Войны, и его работы известны только по фотографиям, которые показывают мастерство художника, его владение перспективой.
Последней работой Мантеньи в Падуе был монументальный алтарь Сан-Зено, созданный для настоятеля базилики Сан-Дзено, Верона в 1457—1459 годах. этот полиптих из которых пределле панели особенно заметны для обработки элементов ландшафта, должно было повлиять на дальнейшее развитие искусства Возрождения в Северной Италии им и мастерами школы Верона, Франческо Мороне, Либерале да Верона и Джироламо даи Либри.
К наиболее известным работам Мантеньи относится внутренняя роспись около 1470 года помещения в Палаццо Дукале — Камеры дельи Спози для семьи Гонзага в Мантуе. Стены расписанного им здания украшены фресками, на которых изображались сцены из жизни семьи Гонзага, подготовка к охоте и т. п., то есть темы и сюжеты были взяты из обычной семейной жизни людей. Единственным отличием от повседневного бытия была россыпь весёлых крылатых херувимов, которые держат таблички и гирлянды, карабкаются по кажущейся лестнице с балюстрадой, при этом потолок помещения украшен росписью, создающей иллюзию неба с облаками.

### Козимо Тура из Феррара
В то время, когда Мантенья работал на семью Гонзага в Мантуе, другие художники исполняли более амбициозные задачи для семьи Эсте из Феррары. Картины художника Козимо Тура отличительны влиянием на них готики. Тура изображает классические фигуры, как если бы они были святыми, окружает их символическими мотивами, одевает их в одежды, которые, кажется, созданы из причудливо сложенных складок из эмалированной меди.
Маркграф Феррары, первый герцог Феррары и герцог Модены и Реджо из дома Эсте Борсо д’Эсте с семьёй построил в Ферраре большое здание Палаццо Скифанойя. С 1470 года здание расписывали художники Франческо дель Косса и Эрколе де Роберти.
Роспись здания включала в себя символические картины, сложные в исполнении. Основная тема росписей — циклы года, которые представляют собой знаки зодиака в сопровождении загадочных Деканов — управителей 36 частей зодиакального круга (по 3 в каждом знаке зодиака). Каждый цикл занимает 10 дней. Над Деканами изображены восседающие на великолепных колесницах, запряжённых львами, орлами, единорогами и другими подобными зверями, двенадцать римских божеств с их атрибутами.
В нижних ярусах циклов показаны члены семьи. Со временем часть фресок очень сильно пострадала так, что изображаемые фигуры не могли больше быть идентифицированы.
Двор герцога Борсо д’Эсте в Ферраре стал центром Феррарской живописной школы, к ней принадлежали художники Франческо дель Косса, Эрколе де Роберти и Козимо Тура. По его заказу была также написана знаменитая Библия Борсо д’Эсте, украшенная рисунками Таддео Кривелли, выдающегося миниатюриста эпохи Возрождения.

### Антонелло да Мессина
В 1442 году Альфонсо V Великодушный стал правителем Неаполя, привезя с собой коллекцию Фламандской живописи, созданной в гуманистической Академии. Художник Антонелло да Мессина имел доступ к королевской коллекции, в которой, вероятно, были произведения художника Яна Ван Эйка. Это могло повлиять на его увлечением Фламандской живописью раньше, чем о ней узнали художники Флоренции. Мессина одним из первых в Италии стал работать в технике чистой масляной живописи.
Технику Фламандской живописи со временем была воспринята в Венеции художником Джованни Беллини и стала основной у художников морской Республики, где искусство фрески никогда не пользовалось успехом.
Художником Антонелло да Мессина написаны, в основном, малые портреты в ярких тонах. В своих работах он демонстрирует мастерство в технике создания перспективы и работы со светом. Его картина Святой Иероним в келье, в которой многие искусствоведы отмечают нидерландское влияние, насыщена сложной символикой.
В 1475—1476 годах Антонелло да Мессина посетил Венецию, там он получал и выполнял заказы, там же подружился с художниками, особенно с Джованни Беллини, перенявшими впоследствии у него живописную технику.
В 1479 году Джованни Беллини был послан Фридрихом III в качестве портретиста в Стамбул к Султану Мехмеду II. Прожив там два года в качестве живописца и военного советника, Беллине Джентиле создал серию картин, в которых пытался соединить эстетику итальянского Ренессанса с традициями восточного искусства (наивный декоративизм, плоскостность, фронтальность). Вернувшись на Родину, Джентиле Беллини создал серию картин Чудеса Венеции для Скуола ди Санта-Кроче, и его более знаменитого брата Джованни Беллини, одного из самых значимых живописцев высокого Возрождения Северной Италии.

## Высокое Возрождение

### Покровительство и гуманизм
В конце XV века во Флоренции большинство произведений искусства, даже те, которые были сделаны для украшений церквей, как правило исполнялись по заказу и за счет частных пожертвований богатых людей. Большая часть заказов шла от семейства Медичи, или тех, кто был тесно связан с ними, например, Франческо Сассетти, Русселай и Торнабуони.
В 1460-х годах в Италии вызвала широкий общественный резонанс деятельность Марсилио Фичино. Вокруг него сложилась группа единомышленников, своего рода ученое братство, получившее известность под названием Платоновской академии. Академия стала одним из важнейших интеллектуальных центров эпохи Возрождения. В её состав входили люди самого разного звания и рода занятий — аристократы, дипломаты, купцы, чиновники, священнослужители, врачи, университетские профессора, гуманисты, богословы, поэты, художники.
В средневековый период, всё, что касалось классического периода в искусстве воспринималось как язычество. В эпоху Возрождения классика все чаще ассоциируется с Возрождением. Фигуры из античной мифологии стали играть новую символическую роль в христианском искусстве. Образ Евы стал символом невинной любви, или даже, в более широком смысле, символом самой Девы Марии. Символический образ Венеры в темперных картинах Боттичелли был создан в 1480-х годах для племянника Козимо, Пьерфранческо Медичи в картинах Боттичелли Весна и Рождение Венеры.
Тем временем, художник Доменико Гирландайо, дотошный и точный рисовальщик, один из лучших портретистов своего времени, выполнил два цикла фресок для двух церквей Флоренции — Капеллы Сассетти церкви Санта Тринита и Капеллы Торнабуони церкви Санта-Мария-Новелла. Роспись Капелли Сасетти включала в себя четырёх сивилл (пророчиц и прорицательниц), шесть фресковых композиций на тему жизни Святого Франциска и алтарную картину «Поклонение пастухов». Фрески алтарной стены выполнялись самим художником, а эпизоды из жизни Св. Франциска, видимо, членами его мастерской.
Доменико Гирландайо были также созданы циклы картин Жизнь Святого Франциска, Жизнь Девы Марии и Иоанн Креститель. Благодаря покровительству одного из самых влиятельных и богатых флорентийских бюргеров Сассетти, им были созданы портреты Лоренцо Медичи и трёх его сыновей с их наставниками. В капелле Торнабуони хранится один портрет итальянского поэта Полициано, в сопровождении влиятельных членов Платоновской Академии, включая итальянского философа, гуманиста, астролога, основателя и главы флорентийской Платоновской академии Марсилио Фичино.

### Фламандское влияние
Начиная примерно с 1450 года, когда итальянские художники познакомились с творчеством Фламандского художника Рогира ван дер Вейдена, а возможно и раньше, в обиход художников вошла масляная краска. Использование художниками темперы и техники фресок не позволяло в полной мере получать реалистичные изображения в картинах. Использование масел разной плотности позволяло делать краски матовыми или прозрачными и использовать их в течение нескольких дней после изготовления. Перед итальянскими художниками открылся новый мир возможностей.
В 1475 году во Флоренцию прибыл огромный запрестольный образ «Поклонение Пастухов». Картина Гуго ван дер Гуса по велению семьи Портинари была вывезена из Брюгге и установлена в часовне Сант-Эжидио в больнице Санта-Мария Нуова. Алтарь сиял интенсивными красными и зелеными цветами. На переднем плане был нарисован натюрморт с цветами в контрастных контейнерах из фаянса и стекла. Одна только стеклянная ваза на картине могла привлечь внимание художников. Но наиболее интересным аспектом триптиха было естественное и реалистичное изображение трех пастухов с небритыми бородами, руками, изнуренными работой. Доменико Гирландайо в кратчайшие сроки написал свою собственную версию картины.

### Папские поручения
В 1477 году папа Сикст IV перестроил старую часовню домовой церкви в Ватикане, в которой проходили папские богослужения. Конструкция новой часовни, названной Сикстинской капеллой в его честь, по-видимому, был задумана с самого начала для создания в ней серии из 16 больших фресок между пилястрами на среднем уровне. Над ними должна была располагаться серия живописных портретов римских пап.
В 1480 году работа по росписи часовни была заказана художникам: Боттичелли, Пьетро Перуджино, Доменико Гирландайо и Козимо Росселли. Подмастерием у них работал Бернадино Пинтуриккью. Фресковый цикл должен был изображать Сюжеты из жизни Моисея и Рассказы о жизни Христа. Фрески Перуджино «Нахождение Моисея» и «Рождество Христа» позднее были уничтожены, для росписи Микеланджело «Страшный суд».
Темы картин дали художникам полный спектр для раскрытия их мастерства, так как они включали большое количество фигур мужчин, женщин и детей, символов, начиная от ангелов и кончая самого дьявола..
По неизвестной причине Боттичелли, Пьетро Перуджино и Доменико Гирландайо в 1482 году уехали во Флоренцию. В 1483 году росписи были завершены и капелла была освящена папой Сикстом IV. Позднее фреска Луки Синьорелли и композиция Гирландайо «Вознесение Христа» погибли от рухнувшей части архитрава. В настоящее время цикл работ включает в себя 12 композиций. В верхней части стен между окнами были написаны портреты пап. Все композиции выстроены единообразно по размерам фигур, облику персонажей. Вазари приписывает разработку общего замысла цикла художнику Сандро Боттичелли.

### Леонардо да Винчи
Сфера интересов и степень таланта, которые демонстрировал Леонардо во многих областях науки и искусства, рассматривается как архетип «человека эпохи Возрождения». Но он был, в первую очередь, художник, опередивший своё время, художник, который опирался на знания разных областях жизни.
Леонардо был научным наблюдателем, имеющим свой взгляд на окружающие предметы. Он изучал и рисовал цветы, водовороты рек, формы скалы и гор, смотрел, как свет отражается от листвы и как сверкали драгоценности. Он изучал формы человеческого тела, препарируя тридцать или более тел невостребованных трупов из больниц для того, чтобы понять устройство и формы мышц и сухожилий.
Как учёный, он создал учение об «атмосфере». В его картинах, таких как Мона Лиза и Мадонна в скалах, он использовал свет и тень с такой проницательностью, что, за неимением лучшего слова, его стали называть Леонардо «дым».
Одновременно с приглашением зрителя в таинственный мир изменчивых теней, хаотических гор и водоворотов, Леонардо достиг в своём творчестве реализма в выражении человеческих эмоций, образов Джотто, но неизвестных Мазаччо в его Адаме и Еве. «Тайная вечеря» Леонардо, роспись в трапезной монастыря в Милане, стала эталоном для картин с религиозным сюжетом следующей половины тысячелетия. Идея расписать трапезную возникла после перестройки алтарной части монастырской церкви, превратив её в усыпальницу правителя Милана Лодовико Моро и его рода. Роспись Леонардо была закончена в 1497 году.
В картине изображены 12 апостолов, разбитых на 4 группы. Справа от Христа изображён апостол Фома, в правой части картины изображены апостолы Матфей, Фаддей и Симон. Слева картины изображены апостолы Варфоломей, Андрей, Иаков Младший. Леонардо отказался от традиции помещать Иуду отдельно и изобразил его среди апостолов. В настоящее время роспись находится в плохом состоянии. Процесс разрушения начался ещё при Леонардо, что отчасти связано с использованием в росписи фрески смешанной техники с преобладанием темперы. Леонардо, как свидетельствовал Вазари, работал медленно, долго обдумывал работы, вносил многочисленные поправки, отсюда — нарушение технологии росписи, требующей быстроты работы и не допускающей поправок.
Многие другие художники эпохи Возрождения рисовали версии тайной вечери, но только картине Леонардо суждено было быть воспроизведённой бесчисленное количество раз в дереве, алебастре, гипсе, на гравюрах, гобелене, вязании крючком и др.
Помимо непосредственного воздействия на людей самих работ, исследования Леонардо в области света, анатомии, пейзаже, технике также пошли на пользу последующим поколениям людей.

### Микеланджело
В 1508 году римскому папе Юлию II удалось добиться согласия скульптору Микеланджело продолжить росписи Сикстинской капеллы. Потолок Сикстинской капеллы был построен таким образом, что на нём было двенадцать наклонных частей, поддерживающих свод. На потолке образовалась идеальная поверхность для росписи на тему двенадцати Апостолов. Микеланджело, который уступил требованиям папы, вскоре придумал совершенно другую схему, гораздо более сложную, как в дизайне, так и в иконографии. Масштаб работы, которую он выполнял в одиночку, за исключением некоторой помощи, был титаническим и занял почти пять лет.
По плану Папы, изображения Апостолов должны были тематически образовать живописную связь между Ветхим Заветом и Новым Заветом. Микеланджело избрал другую схему. Темой фресок был выбран рассказ о «первом возрасте» истории мира — ante legem (до дарования закона Моисея). Роспись свода осуществила связь с фресками боковых стен капеллы — от истории Моисея к жизни Христа. Центральный пояс свода включает девять эпизодов из Книги Бытия от истории о сотворении мира до опьянения Ноя. Девять сцен, по три в каждой группе, раскрывают темы Бога-творца до создания человека, Бога и человека в раю, человека, изгнанного из рая. На четырёх распалубках свода в углах капеллы представлены ветхозаветные истории спасения народа Израиля. В окончательной версии изображения пророков, сивилл, Ignudi (обнажённых) перекликаются с фигурами из первого проекта для гробницы папы Юлия. Центр свода занимает композиция Сотворение Евы — согласно христианской догме второй Евой, «непорочной», призванной исправить деяния Евы-грешницы, является Дева Мария, которая также олицетворяет церковь. Таким образом, в капелле, посвящённой Деве Марии раскрывается конвергенция Ева — Мария — Церковь.
В 1533 году папа Климент VII хотел поручить Микеланджело написать на боковых стенах Сикстинской капеллы фрески «Страшный суд» и «Падение ангелов». Однако папа умер в 1534 году. Микеланджело же успел сделать наброски задуманных композиций. Новый заказ на фреску «Страшный суд» он получил от папы Павла III Фарнезе. Для новой фрески были сбиты как фрески самого Микеланджело в люнетах алтарной стены, так и фрески Перуджино. Работа над новой фреской была закончена в 1541 году. Микеланджело избрал для фрески нетрадиционную иконографию. На фреске все действующие лица не разделены на грешников и праведников, а охвачены смятением перед Страшным судом. Фреска встретила враждебное отношение клерикальных кругов, обвинившим художника в нарушении правил благочестия. По сообщениям Вазари, папа Павел IV собирался уничтожить фреску и дал поручение художнику Даниеле да Вольтерре написать поверх обнажённых фигур лёгкие ткани.

### Рафаэль
Наряду с Леонардо да Винчи и Микеланджело, имя Рафаэля Санти является синонимом высокого Возрождения, хотя он был моложе Микеланджело на 18 лет и на 30 лет моложе Леонардо. Нельзя сказать, что он значительно обогатил живопись, как это сделали его знаменитые современники. Скорее, его творчество было кульминацией всех событий высокого Возрождения.
Рафаэль родился в семье художника, так что его карьера, в отличие от карьеры Микеланджело, который был сыном мелкого дворянина, была предрешена. Через несколько лет после смерти отца он уже работал в Умбрии мастерской Перуджино, прекрасного художника. Его первая подписанная и датированная им картина была выполнена в возрасте до 21 года, это картина Обручение Девы Марии, в которой он подражает картине Перуджино Христос дает ключи Петру.
В своих работах Рафаэль без всякого стеснения копировал находки известных художников, его современников, используя округлые формы и светлые цвета Перуджино, реалистичные портреты Гирландайо, реализм и освещение Леонардо, мощный почерк Микеланджело и др.
За свою короткую жизнь он выполнил ряд крупных алтарей, выдающихся портретов пап, иллюстрировал Ветхий и Новый завет. В то время, когда Микеланджело расписывал потолок Сикстинской капеллы, Рафаэль выполнял неподалёку серии настенных фресок в палатах Ватикана, включая Афинскую школу, Диспуту, Парнас.
Фреска «Афинская школа» посвящена апофеозу философии и изображает встречу образованных древних афинян, собравшихся вокруг центральной фигуры Платона, которого Рафаэль лихо скопировал с образа Леонардо да Винчи. Задумчивая фигура Гераклита, который сидит на большом блоке из камня, — это портрет Микеланджело и ссылка на его фреску Пророк Иеремия в Сикстинской капелле. Собственный портрет Рафаэлы находится справа, возле своего учителя, Перуджино. Под видом Евклида, старика на чертежом в группе математиков справа художник изобразил архитектора, крупнейшего представителя архитектуры Высокого Возрождения — Браманте. Центральные фигуры фрески, Платон и Аристотель, олицетворяют, согласно воззрениям Ренессанса, два главных раздела философии — натуральную философию, изучающую природу и моральную философию, изучающую этику.
Композиция Парнас, посвящена теме поэзии, как божественного вдохновения. Центральную фигуру фрески — Аполлона, играющего на скрипке, окружают узнаваемые поэты Гомер, Данте, Сафо и др.
Основным источником популярности Рафаэля были не его основные работа, а маленькие Флорентийские картины Мадонны и младенца Христа. Он снова и снова рисовал один и тот же образ Мадонны с пухлыми младенцами. Его крупная работа, долгое время находящаяся в храме провинциальной Пьяченцы, Сикстинская Мадонна была использована в качестве образцов для бесчисленных витражных окон.

## Высокая живопись Ренессанса в Венеции

### Джованни Беллини
Джованни Беллини был двойняшкой своего брата Джентиле, ровесником Мантеньи и Антонелло да Мессина. Работая большую часть своей жизни в мастерской своего брата, он испытывал сильное влияние стиля Мантеньи, и до конца 50-х годов не подписывал картины. В течение же последних 30 лет своей жизни он был необычайно продуктивным и влиятельным художником, оказавшим влияние на Джорджоне и Тициана.
Беллини, как и его намного младший современник Рафаэль, написал множество небольших картин Мадонны в насыщенном светящимся цвете. Эти Мадонны также писались другими членами большой художественной студии Беллини. Только одно крошечное изображение Обрезание Христово имело четыре или пять почти одинаковых копий.
Художниками традиционно создавались росписи алтарей с Мадонной с младенцем и с восседающей на троне фигурой Богородицы в сопровождении святых, которые стоят в определённых местах. Художник Пьеро Делла Франческа выбрал свою нишу, как место для трона Мадонны, и как Мазаччо, использовал его в качестве места для своей Святой Троицы в Санта-Мария-Новелла. Пьеро группировал святых вокруг престола.
Беллини использовал тему для картин, известную как Священные разговоры, в некоторых его более поздних росписях алтарей, например, для Венецианской церкви Сан-Заккариа. Его картины расширяют архитектуру здания в своеобразных иллюзиях, раскрывая пейзаж и дневной свет, который струится через фигуры Мадонны и ребёнка.

### Джорджоне и Тициан
Джорджоне, первоначально сформировавшийся как художник под влиянием Винченцо Катены и Джованни Беллини, сумел в течение нескольких лет выработать собственную зрелую манеру, в основе которой лежало тонкое чувство взаимодействия цвета и света.
Стиль картин Джорджоне сходен со стилем работ Винченцо Катены и Джованни Беллини. Со временем он выработал собственную манеру письма, в основе которой лежало чувство взаимодействия цвета и света. Его мастерство делает его одним из самых оригинальных художников эпохи Возрождения. Одна из его картин с пейзажем, известная как Буря, где изображены полуголая женщина, кормящая младенца, классические колонны и молнии, мужчина с палкой, напоминают нам Адама и Еву в их пост-райские дни. Другая картина, известная как Три философа, напоминает нам волхвов, планирующих путешествие в поисках младенца Христа.
Джорджоне рисовал обнажённых женщин, чтобы восхищаться человеческим телом. Эта же тема позднее встречается в картинах художников Тициана, Веласкеса, Веронезе, Рембрандта, Рубенса, Мане. Эта тема являются художественным наследием Джорджоне.
Несмотря на кратковременность жизни Джорджоне (33 года), у него было много учеников, среди которых Себастьяно дель Пьомбо, Джованни да Удине, Фр. Торбидо (прозванный иль Моро) и сам Тициан.
Художник Возрождения Тициан писал картины с библейскими и мифологическими сюжетами, был известен как портретист. Тициану заказывали картины короли и римские папы, кардиналы, герцоги и князья. Им были созданы эпические полотна «Вознесение Богоматери» (1516—1518), «Мадонна и Младенец со святыми Франциском и Блэзом, а также с молящимся Альвизе Гоцци» (1520), «Ариадна и Вакх» и др.
До тридцати лет его признали лучшим живописцем Венеции. Также писал много обнажённых женщин, чаще всего, как это делал Сандро Боттичелли, замаскировав их в образы богинь, изображая вокруг них лес и звёздное небо. Его картины предназначались для украшения стен богатых клиентов. Кроме того, Тициан представил миру образы Пьетро Аретино и папы Павла III и многих других известных людей своего времени. Тициан также прославился своей религиозной живописью в его последней работе Пьета.
В конце жизни Тициан выработал свою технику живописи, накладывая краски на холст кистью, шпателем и пальцами. На прозрачных лессировках в его поздних работах видны подмалёвки, обнажая местами зернистую фактуру холста. Из сочетания разных по форме свободных мазков, как бы обнажающих творческий процесс художника, рождаются образы, исполненные трепетной жизненности и драматизма".

## Влияние итальянской живописи эпохи Возрождения
- Тициан : Портрет дожа Андреа Гритти, XVI - й век
- Диего Веласкес, Филипп IV, XVII - й век
- Джошуа Рейнолдс, Барон Хесфилд, XVIII - й век
- Уильям Орпен «Шеф-повар отеля Chatham, Париж», 1921
- К. Брюллов, Итальянский полдень, 1827. Государственный Русский музей, Санкт-Петербург

Жизнь Микеланджело и Тициана протекала во второй половине XVI века. Творчество художников Леонардо да Винчи, Мантеньи, Джованни Беллини, Антонелло да Мессина и Рафаэля было воспринято последующими художниками в виде стиля, известного как маньеризм, развивающегося в направлении излияния фантазий и живописной виртуозности в Барочном периоде. К первому поколению маньеристов относят художников Якопо Портомо, Франческо Пармиджанино, Джулио Романо и др.
Художником, перенявшим из работ Тициана большие художественные композиции, был Тинторетто. Влияние творчества Леонардо да Винчи и Рафаэля на творчество учеников оказало, в свою очередь, влияние на творчество Пуссена и школу классических художников XVIII и XIX веков. Работы Антонелло да Мессина оказывали непосредственное влияние на Альбрехта Дюрера и Мартина Шонгауэра а через их гравюры, на многих художников, в том числе немецких, голландских и английских школ, вплоть до начала XX века.
Потолок Сикстинской капеллы, расписанный Микеланджело, а позднее его Страшный суд оказывал влияние на живописные композиции Рафаэля и его учеников, а потом почти на каждого художника XVI века, которые искали новые и интересные способы изображения человеческих тел. Влияние Микеланджело можно проследить на стилях композиций художников Андреа дель Сарто, Понтормо, Бронзино, Пармиджанино, Веронезе, Эль Греко, Карраччи, Караваджо, Рубенс, Пуссен и Тьеполо, классических и романтических художников XIX века, таких как Жак-Луи Давид и Эжен Делакруа.
Под влиянием живописи итальянского Возрождения были основаны многие современные академии искусств, такие как Королевская Академия, созданная специально, чтобы собирать произведения искусств итальянского Возрождения. Из собранной коллекции была сформирована Национальная Галерея в Лондоне. Произведения искусства итальянского Возрождения украшают знаменитый Эрмитаж в Санкт-Петербурге.
Творчество итальянских художников Возрождения оказало влияние и на русских художников, включая А. Иванова, О. Кипренского, К. Брюллова. А. Иванов воспринял в искусстве Италии XIII — начала XV веков сакральное отношение к изображаемому предмету и его форме, серьезное отношения к сфере священного и чудесного.